# عقدة العصب المبهم العلوية
عقدة العصب المبهم العلوية أو العقدة العلوية للعصب المبهم أو العقدة الوداجية هي عقدة حسية تابعة للجهاز العصبي المحيطي، تقع داخل الثقبة الوداجية حيث مكان خروج العصب المبهم من الجمجمة، وتقع فوق العقدة السفلية للعصب المبهم كما أنها أصغر منها حجما.

## التركيب
تُصنف الخلايا العصبية في العقدة العلوية للعصب المبهم على أنها أحادية القطب زائفة وتزود التغذية العصبية الحسية إما عن طريق الفرع السحائي أو الفرع الأذني. وتتشابك محاور عصبونات هذه الخلايا في النواة ثلاثية التوائم الموجودة في جذع الدماغ.

## الوظيفة

### الفرع الأذني للعصب المبهم
تُغذي عقدة العصب المبهم العلوية كل من محارة الأذن،  والسطح الخلفي السفلي لقناة الأذن والسطح الخلفي السفي للغشاء الطبلي عبر الفرع الأذني للعصب المبهم.

### الفرع السحائي للعصب المبهم
تُغذي عقدة العصب المبهم العلوية أجزاء من الأم الجافية التي تبطن الحفرة القحفية الخلفية عبر الفرع السحائي للعصب المبهم .

## التطور

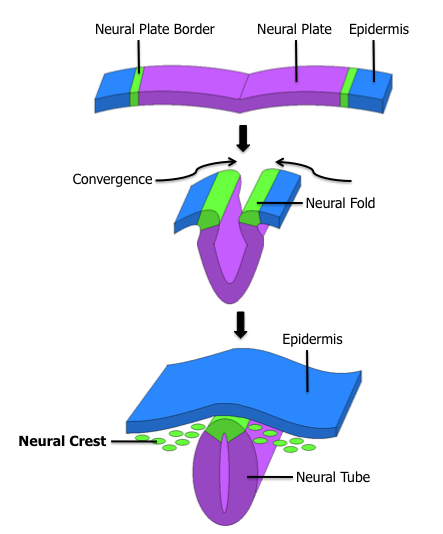
التطور الجنيني للجهاز العصبي. يمكن رؤية العُرف العصبي باللون الأخضر الفاتح.

تُتشق الخلايا العصبية الموجودة في عقدة العصب المبهم العلوية أثناء مراحل تطور الجنين من العرف العصبي.

## الأهمية السريرية

### الألم العصبي المبهمي
يمكن للألم الحادث في قناة الأذن (ألم الأذن) أن يكون (بشكل نادر) بسبب الألم العصبي المبهمي، وذلك بسبب الضغط الوعائي على العصب المبهم (والذي يتسبب فيه غالبا الشريان المخيخي السفلي الخلفي)، حيث تُوجد الخلايا العصبية المصابة في العقدة العلوية وتغذي الأذن عبر الفرع الأذني للعب المبهم، ويتم علاج مثل هذه الحالة عن طريق إزالة الضغط من على من العصب المبهم في موضوع خروجه من جذع الدماغ.